# Ricardo Cabanas
Ricardo Cabanas (ur. 17 stycznia 1979 w Zurychu) – szwajcarski piłkarz grający na pozycji ofensywnego pomocnika.

## Kariera klubowa
Rodzice Cabanasa pochodzą z Hiszpanii, a sam Ricardo urodził się w Zurychu. Piłkarską karierę rozpoczął w tamtejszym klubie Juventus Zurych, a w 1992 roku jeszcze jako junior trafił do młodzieżowej drużyny Grasshopper Club. W 1997 roku awansował do pierwszej drużyny i w sezonie 1997/1998 zadebiutował w pierwszej lidze szwajcarskiej. Pomimo że rozegrał tylko jeden mecz, to sięgnął po swój pierwszy tytuł mistrza Szwajcarii. W sezonie 1998/1999 wywalczył już miejsce w podstawowym składzie Grasshoppers i wtedy to został wicemistrzem kraju. W sezonie 1999/2000 zadebiutował w rozgrywkach Pucharu UEFA, a w 2001 roku zajął 3. miejsce w lidze. W 2002 roku powtórzył to osiągnięcie, a rok później, czyli w 2003 roku wywalczył swoje drugie w karierze mistrzostwo Szwajcarii.
Latem 2003 na zasadzie wolnego transferu Cabanas przeszedł do klubu francuskiej Ligue 1, En Avant Guingamp. W jego barwach zadebiutował 2 sierpnia w przegranym 0:1 meczu z Olympique Marsylia. Guingamp miało walczyć wówczas o wyższe cele niż utrzymanie w lidze, ale przez cały sezon spisywało się słabo i ostatecznie spadł z ligi, a jeszcze w zimowym oknie transferowym Cabanas wrócił do Grasshoppers. W 2005 roku zajął z nim 3. miejsce w szwajcarskiej ekstraklasie.
W Grasshoppers Ricardo grał jeszcze w rundzie jesiennej sezonu 2005/2006, a zimą przeniósł się do niemieckiego 1. FC Köln, w barwach którego zadebiutował 4 lutego w zremisowanym 0:0 meczu z VfB Stuttgart. Na koniec sezonu zespół z Kolonii został zdegradowany do drugiej ligi, ale Cabanas został w nim na sezon 2006/2007. Drużynie Köln nie udało się jednak wywalczyć promocji do pierwszej ligi i w czerwcu 2007 Ricardo ponownie podpisał kontrakt z Grasshoppers.
| Sezon   | Klub              | Kraj       | Rozgrywki         | Mecze | Bramki |
| ------- | ----------------- | ---------- | ----------------- | ----- | ------ |
| 1997/98 | Grasshopper Club  | Szwajcaria | Axpo Super League | 1     | 0      |
| 1998/99 | Grasshopper Club  | Szwajcaria | Axpo Super League | 24    | 0      |
| 1999/00 | Grasshopper Club  | Szwajcaria | Axpo Super League | 31    | 7      |
| 2000/01 | Grasshopper Club  | Szwajcaria | Axpo Super League | 29    | 9      |
| 2001/02 | Grasshopper Club  | Szwajcaria | Axpo Super League | 24    | 5      |
| 2002/03 | Grasshopper Club  | Szwajcaria | Axpo Super League | 34    | 8      |
| 2003/04 | En Avant Guingamp | Francja    | Ligue 1           | 17    | 0      |
| 2003/04 | Grasshopper Club  | Szwajcaria | Axpo Super League | 10    | 2      |
| 2004/05 | Grasshopper Club  | Szwajcaria | Axpo Super League | 29    | 8      |
| 2005/06 | Grasshopper Club  | Szwajcaria | Axpo Super League | 15    | 4      |
| 2005/06 | 1. FC Köln        | Niemcy     | Bundesliga        | 16    | 0      |
| 2006/07 | 1. FC Köln        | Niemcy     | 2. Bundesliga     | 25    | 2      |
| 2007/08 | Grasshopper Club  | Szwajcaria | Axpo Super League | 13    | 3      |
| 2008/09 | Grasshopper Club  | Szwajcaria | Axpo Super League | 31    | 6      |
| 2009/10 | Grasshopper Club  | Szwajcaria | Axpo Super League | 28    | 9      |
| 2010/11 | Grasshopper Club  | Szwajcaria | Axpo Super League | 4     | 0      |

## Kariera reprezentacyjna
W reprezentacji Szwajcarii Cabanas zadebiutował w 2000 roku. W 2004 roku został powołany przez Jakoba Kuhna do kadry na Euro 2004. Tam zagrał w dwóch grupowych meczach Helwetów: przegranych 0:3 z Anglią oraz 1:3 z Francją (zaliczył asystę przy bramce Johana Vonlanthena).
W 2006 roku Kuhn powołał Cabanasa na Mistrzostwa Świata w Niemczech. Tam był podstawowym zawodnikiem drużyny i wystąpił w grupowych spotkaniach Szwajcarii: zremisowanym 0:0 z Francją, wygranym 2:0 z Togo i wygranym 2:0 z Koreą Południową, a także w 1/8 finału z Ukrainą, przegranym po serii rzutów karnych (w trzeciej serii Cabanas nie wykorzystał jedenastki, jego strzał obronił Ołeksandr Szowkowskyj).
W 2008 roku Cabanas znalazł się w kadrze na Mistrzostwa Europy. Wystąpił na nich w spotkaniach z Turcją (1:2) i Portugalią (2:0), a Szwajcaria odpadła z turnieju po fazie grupowej.
W grudniu 2005 roku Cabanas wziął udział w meczu reaktywowanej reprezentacji Galicji przeciwko Urugwajowi, zakończonym wynikiem 3-2 dla Galisyjczyków. Wystąpił również w spotkaniu z Iranem (27 grudnia 2008).